# Rebeca Uribe Bone
Rebeca Uribe Bone (7 de julio de 1917 - 8 de mayo de 2017) fue la primera mujer en graduarse en ingeniería en Colombia. Fue ingeniera química y la primera mujer en graduarse en Ingeniería Química de la Universidad Pontificia Bolivariana de Medellín.

## Biografía

### Primeros años y familia
Rebeca Uribe Bone nació en la ciudad de Guatemala el 7 de julio de 1917. Su padre fue Guillermo Uribe Echevarría, un contador español de ascendencia vasca, y  su madre María Teresa Bone Romero, una guatemalteca de ascendencia inglesa.
Guillermo Uribe, el padre de Rebeca, dejó el País Vasco y se mudó a la ciudad de Guatemala, donde conoció y se casó con María Teresa Bone. Después de tener seis hijos, abandonaron Guatemala en 1928 y se trasladaron a Colombia, donde se instalaron en Medellín y tuvieron dos hijos más. La pareja era librepensadora liberal y alentaron a sus hijas a estudiar y ejercer profesiones. Al final, dos hijas se convirtieron en ingenieras: Rebeca, ingeniera química; Guillermina Uribe Bone, ingeniera civil. Helena se convirtió en médica y una cuarta hermana, María Teresa, comenzó a estudiar arquitectura antes de un matrimonio temprano. La quinta hija, Carmen, sufrió de meningitis cuando era niña, lo que le impidió estudiar una carrera, pero terminó el bachillerato. Por su parte, los hermanos se convirtieron en piloto, abogado y arquitecto.

### Educación
Rebeca terminó sus estudios secundarios en el Instituto Central Femenino de Medellín. En ese momento, la universidad estaba abriendo sus puertas a mujeres debidamente calificadas y sus profesores habían sido muy buenos matemáticos y químicos. Esto influyó en Rebeca para que eligiera la ingeniería química como carrera universitaria. Sus padres fueron muy receptivos a la idea y la animaron a ir a la universidad, al igual que sus hermanos. Su hermana Guillermina dijo en 2004: “Mi papá estaba adelantado para la época, por eso nos estimuló muchísimo. Él tenía un pensamiento sobre la mujer más amplio”.
En el Instituto, Rebeca recibió clases de Joaquín Vallejo Arbeláez, ingeniero civil, empresario y escritor colombiano que luego se desempeñó como el 12° Representante Permanente de Colombia ante las Naciones Unidas. De manera adicional, Rebeca realizó cursos de cultura general y formación pedagógica.
El 19 de octubre de 1945, Rebeca Uribe Bone se graduó como ingeniera química -por entonces la carrera se llamaba Ingeniería Química Industrial- en la Pontificia Universidad Bolivariana (entonces Universidad Católica Bolivariana), convirtiéndose en la primera mujer en graduarse de ingeniería en Colombia.
Como recién graduada, comenzó a trabajar en el departamento de calidad de la empresa cervecera Bavaria, y antes de completar su primer año como ingeniera química, conoció al hijo de un amigo de su padre, de apellido Fernández. Era vasco y estuvo una temporada de visita en Bogotá.

### Vida personal
Rebeca se casó con el señor Fernández y se instalaron en Cali. Montaron una fábrica y tuvieron un hijo, Joaquín Fernández Uribe. Se trasladaron a Bilbao, España, en la década de 1980.
Rebeca hablaba y leía en varios idiomas, fue activa hasta la vejez y solía caminar por las calles del vecindario todos los días. Fue atropellada en un accidente de bicicleta a los 95 años. El 8 de mayo de 2017, pocos días antes de cumplir cien años, falleció en Bilbao.